# 加班文化 (電子遊戲)
加班文化（英語：Crunch）在电子游戏产业及开发中日益常见并已演变成一个受人关注的问题。有些人員每周工作时间长达65-80小时，而且很多人加班後也拿不到加班費。 企業這麼做是為了降低游戏开发成本，然而这会对游戏开发者的健康造成负面影响，并导致其工作质量下降，因而有些遊戲开发者受不了加班而轉行，並且不再從事電子遊戲相關的開發工作。 有人認為，由於電子遊戲開發公司內沒有工會，所以造成這些遊戲公司隨意加班。